# Vipera eriwanensis
Vipera eriwanensis е вид змия от семейство Отровници (Viperidae). Видът е уязвим и сериозно застрашен от изчезване.

## Разпространение и местообитание
Разпространен е в Азербайджан, Армения и Турция.
Обитава гористи местности, планини, възвишения, склонове, каньони, ливади и степи.

## Описание
Популацията на вида е намаляваща.